# Leo Zobel
Leo Zobel (28. ledna 1895, Nitra – 25. dubna 1962, tamtéž) byl slovenský šachista.

## Životopis
Na prvních mistrovstvích slovenské župy ÚJČŠ v Trenčianských Teplicích v roce 1924 se dělil o 5. a 6. místo (vyhrál Max Walter).
Na mistrovství ČSR v Brně 1929 se dělil o 9. a 10. místo (vyhrál Karel Opočenský), ale následující mistrovství republiky v Praze 1931 při neúčasti československé špičky, která se zúčastnila šachové olympiády, vyhrál před dalšími slovenskými šachisty Desiderem Mayem a Maxem Walterem.
Zúčastnil se mezinárodních turnajů:
- Trenčianske Teplice 1928 – 12. místo (vyhrál Boris Kostič)
- Štubnianske Teplice 1930 – 10.–11. místo (vyhrál Andor Lilienthal)

Po druhé světové válce hrál na mistrovství Slovenska ve Starém Smokovci 1955 a v polofinále mistrovství ČSR v Bratislavě 1956, ale bez větších úspěchů.